# Alberto Pellegrino
Alberto Pellegrino (n. 20 mai 1930, Tunis, Protectoratul Francez al Tunisiei – d. 9 martie 1996, Milano, Italia) a fost un scrimer italian specializat pe floretă și spadă, laureat cu patru medalii olimpice pe echipe, inclusiv două de aur, din trei participări. A fost și triplu campion mondial pe echipe (în 1955, 1957 și 1958).
S-a apucat de scrimă la floretă, armă la care s-a clasat pe locul 5 la Campionatul Mondial pentru juniori din 1950. După ce s-a retras din activitate competițională a devenit arbitru și conducător de club. A fost membru în consiliul director al Federației Italiane de Scrimă din 1993 până la moartea sa, fiind și vicepreședinte începând cu martie 1994. În paralel era inginer, activându-se în Tunisia, Franța și Italia.
Pentru realizările sale a fost numit Cavaler al republicii Italia în 1960 și a primit medalia de aur a valorii sportive în 1964. În onorarea sa clubul de scrimă „Società del Giardino” din Milano organizează în fiecare an Trofeul „Alberto Pellegrino” la spadă. 

## Legături externe
- en Alberto Pellegrino la Olympedia.org